# Устюжанин, Василий Антонович
Василий Антонович Устюжанин (2 сентября 1927 — 13 июля 1990) — бригадир тракторно-полеводческой бригады совхоза «Кочковский» Кочковского района Новосибирской области. Герой Социалистического Труда (14.02.1957).

## Биография
Родился 2 сентября 1927 года в деревне Гуселетово (ныне не существует; территория Искитимского района Новосибирской области). Русский.
В Великую Отечественную войну до 1943 года учился в школе села Улыбино Искитимского района. Позднее работал и учился в школе фабрично-заводского обучения в Новосибирске. 
В 1949-1952 годах проходил службу в Советской армии. В 1952-1954 годах трудился на Бердском радиозаводе.
В марте 1954 года по комсомольской путёвке приехал на освоение целинных и залежных земель в Кочковский район Новосибирской области. Работал во вновь организованном целинном зерновом совхозе «Кочковский» на должностях: тракториста (1954-1955), помощника бригадира (1955-1957) и бригадира (с 1957) тракторно-полеводческой бригады, которой руководил почти двадцать лет. На протяжении ряда лет добивался высоких и устойчивых урожаев, выполнял и перевыполнял планы развития народного хозяйства.
Указом Президиума Верховного Совета СССР от 23 июня 1966 года за успехи, достигнутые в увеличении производства и заготовок пшеницы, ржи, гречихи, риса, других зерновых и кормовых культур и высокопроизводительном использовании техники Устюжанину Василию Антоновичу присвоено звание Героя Социалистического Труда с вручением ордена Ленина и золотой медали «Серп и Молот».
И в последующие годы, вплоть до ухода на заслуженны отдых добивался успехов в увеличении производства и заготовок сельскохозяйственных культур и бережном использовании техники.
Жил в городе Бердск Новосибирской области. 
Скончался 13 июля 1990 года. Похоронен в Бердск Новосибирской области России.

## Награды
- Золотая медаль «Серп и Молот» (23.06.1966);
- орден Ленина (23.06.1966)
- Медаль «В ознаменование 100-летия со дня рождения Владимира Ильича Ленина» (6 апреля 1970)
- Медаль «За доблестный труд в Великой Отечественной войне 1941—1945 гг.»
- Медаль «Ветеран труда»
- Медаль «За освоение целинных земель»
- и другими
- Отмечен дипломами и почётными грамотами.